# Каминская, Татьяна Леонидовна
Татья́на Леони́довна Ками́нская (род. 21 апреля 1967 года, Кологривский район, Костромская область, РСФСР, СССР) — российский журналист, с 2003 года заведующая кафедрой журналистики Новгородского государственного университета имени Ярослава Мудрого, доктор филологических наук. Профессор Финансового университета при Правительстве Российской Федерации. Член Союза журналистов России.

## Ранние годы и образование

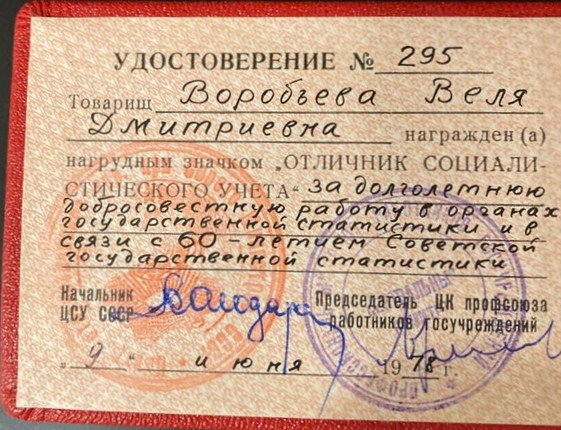
Удостоверение к знаку «Отличник социалистического учета» Великаниды (Вели) Воробьевой

Родилась 21 апреля 1967 года в Кологриве в семье писателя и журналиста Леонида Воробьёва и статистика Великаниды (Вели) Воробьёвой. В том же году семья переехала в Новгород, где создавалось отделение Союза писателей СССР.
В 1991 году окончила факультет журналистики Ленинградского государственного университета. С сентября 1991 года по 1994 год работала обозревателем газеты Северо-Запада России «Провинциал». В 1994—1997 годах работала специалистом PR-группы при отделе культуры Администрации Новгорода.
В 1994—1997 годах училась в аспирантуре Гуманитарного института Новгородского государственного университета. В 1997 году защитила диссертацию на соискание ученой степени кандидата филологических наук.

## Деятельность в сфере высшего образования и науки
С сентября 1997 года Татьяна Каминская преподает в Новгородском государственном университете имени Ярослава Мудрого. В 2000—2001 годах стажировалась в США и Швеции. Также работала доцентом в Северо-западном филиале Академии Государственной службы. С 2003 года (с момента организации кафедры) заведует кафедрой журналистики Новгородского государственного университета.
В 2005—2007 годах обучалась в очной докторантуре факультета журналистики Санкт-Петербургского государственного университета. В октябре 2009 года защитила диссертацию на соискание ученой степени доктора филологических наук на факультете журналистики Санкт-Петербургского государственного университета. Тема диссертации — «Образ адресата в текстах массовой коммуникации: семантико-прагматическое исследование» (по специальности 10.01.10 — журналистика). По состоянию на 2010 год ученое звание — доцент. Профессор департамента политологии Финансового университета при Правительстве Российской Федерации.
Свободно владеет немецким языком. Область научных интересов — медиалингвистика и теория массовой коммуникаций. Член  Диссертационного совета Д 212.168.09 при Новгородском государственном университете им. Ярослава Мудрого. Научный руководитель следующих кандидатов филологических наук:
- Василенко Ирина Васильевна. Тема диссертации: «Культурный дискурс в региональном медиаполе: лингвистические параметры» (защищена в 2016 году);
- Асташкина Полина Геннадьевна. Тема диссертации: «Язык медиа и национальная идентичность: русско-немецкие параллели» (защищена в 2020 году);
- Зауэр Анжелика Андреевна. Тема диссертации: «Феминистский дискурс в российских медиа: тематические доминанты, жанры и проявление авторского Я» (защищена в 2022 году).

Также являлась официальным оппонентов диссертаций на соискание ученых степеней кандидата филологических наук, защищенных в Санкт-Петербургском государственном университете, в Уральском федеральном университете, доктора филологических наук, защищенную в Воронежском государственном университете.

## Журналистская и общественная деятельность после 1997 года
Параллельно с научной и преподавательской работой Татьяна Каминская продолжила заниматься журналистской деятельностью. Неоднократно была членом жюри Всероссийских творческих конкурсов журналистов. Член Союза журналистов России. Была членом Общественной палаты Новгородской области. Член общественного совета при Управлении МВД России по Новгородской области. Член общественного совета общественных советов Комитета образования, науки и молодежной политики Новгородской области.

## Печатные труды
Автор более чем 100 научных и научно-методических трудов, в том числе 2-х монографий, 6 учебных пособий по теории PR, статей в ведущих отечественных и зарубежных журналах и научных сборниках.

### Монографии
- Каминская Т. Л., Кафтан В.В. Социально-политические дискурсивные практики в условиях становления в России цифрового общества. — М.: КноРус, 2021. — 186 с. — ISBN 978-5-406-08920-0.
- Каминская Т. Л. Адресат в массовой коммуникации. — Великий Новгород: Новгородский государственный университет, 2008. — 166 с. — ISBN 978-5-89896-343-9.
- Беляева Т. Б., Каминская Т. Л., Ратковская И. А. Компетентность в общении как фактор эффективной деятельности менеджера. — Великий Новгород: НФ СЗАГС, 2007.
- Каминская Т. Л. Образ адресата в текстах массовой коммуникации. — Великий Новгород: Новгородский государственный университет, 2006.

### Статьи в ведущих рецензируемых научных изданиях
- Каминская Т.Л. Журналистика соучастия и современная партийная повестка // Вестник Воронежского государственного университета. Серия: Филология. Журналистика. — 2021. — № 1. — С. 96—99.
- Каминская Т.Л. Ответственность за медиаконтент и проблема цензурирования коммуникационного пространства России // Гуманитарные науки. Вестник Финансового университета. — 2021. — Т. 11, № 2. — С. 96—101.
- Kaminskaya T. Media discourse of national identity: Russia and Germany // East European Review. — 2021. — Т. 12, № 1. — С. 357—367.
- Каминская Т.Л. Арт-дискурс в региональных интернет-медиа // Вестник Новгородского государственного университета. — 2015. — № 4—1 (87). — С. 13—15.
- Каминская Т.Л. Приметы глобализации в социальном пространстве старорусских территорий // Вестник РГГУ. Серия: Политология. История. Международные отношения. Зарубежное регионоведение. Востоковедение. — 2013. — № 1 (102). — С. 225—235.
- Каминская Т.Л. Адресат газетного текста: опыт типологии // Вестник Санкт-Петербургского университета. Серия 9. Филология. Востоковедение. Журналистика. — 2008. — № 1—2. — С. 305—312.
- Каминская Т.Л. «Средний класс» как новый адресат российских СМИ: речевой аспект // Известия Южного федерального университета. Филологические науки. — 2008. — № 2. — С. 122—128.
- Каминская Т.Л. Образ адресата массовой коммуникации // Вестник Челябинского государственного университета. — 2008. — № 12. — С. 47—55.

### Учебники и учебные пособия
- Каминская Т. Л., Салин П. Б. Медиа и процесс выборов: борьба за мандат. — М.: КноРус, 2021. — 98 с. — ISBN 978-5-406-08954-5.
- Каминская Т. Л., Салин П. Б. Информационное сопровождение предвыборной кампании кандидата. — М.: Финансовый университет при Правительстве Российской Федерации, 2017. — 80 с. — ISBN 978-5-7942-1411-6.

## Награды и премии
- Почетная грамота Комитета образования, науки и молодежной политики Новгородской области (2010)[3];
- Благодарственное письмо губернатора Новгородской области «За большой вклад в развитие СМИ области и высокие достижения в подготовке и воспитании молодых журналистов» (2013)[3].

## Семья
- Отец — Леонид Иванович Воробьёв, член Союза писателей СССР
- Мать — Великанида (Веля) Дмитриевна Воробьёва, статистик, отличник социалистического учёта (1978), награждена орденом «Знак Почёта» (1990) и медалью «За заслуги в проведении Всероссийской переписи населения» (2003).
- Брат — Лев Леонидович Воробьёв, начальник юридического отдела государственного научного центра «Центр технологии судостроения и судоремонта», кавалер медали ордена «За заслуги перед Отечеством» II степени.